# Konfusionstechnik
Als Konfusionstechnik bezeichnet man in der Hypnose eine Technik zur Einleitung eines hypnotischen Zustandes, bei der der Hypnotiseur beim Hypnotisanden eine Verwirrung erzeugt. Dies geschieht mit unterschiedlichen Mitteln, z. B. durch überraschende Unterbrechung von sozialen Stereotypien wie etwa dem Händeschütteln, oder verbal mit Hilfe einer sinnlosen Rede, die zunächst den Eindruck erweckt, dass man ihr folgen könne, dann aber das Gegenüber mit Instruktionen oder Floskeln überlastet. Konfusionstechniken werden bereits bei Charcot berichtet und wurden z. B. von Milton Erickson intensiv angewendet. Diese Methode wird als das Mittel der Wahl angegeben bei besonders rigiden, kritischen oder intellektuellen Menschen, wie Mathematiker, Chemiker, Juristen, Mediziner etc. Sie ist bei floriden Psychosen kontraindiziert.
Beispiel einer verbalen Konfusionstechnik über die Zeit:
„Und unser Erleben ist natürlich durch die Vergangenheit bestimmt, und wenn wir uns zurücklehnen und zurückblicken, ist die Gegenwart eine Zukunft, die noch zu verändern ist, obwohl diese vergangene Zukunft, die jetzt so unveränderlich erscheint, sich im künftigen Erleben von Vergangenheit vielleicht leichter veränderbar und positiv beeinflussbar zeigt …“
Beispiel einer verbalen Konfusionstechnik über Realität:
„In der Realität des Alltags wollen wir alles möglichst klar und logisch haben, um uns und die Welt zu verstehen, und die Traumwelt, mit ihren bizarren, verworrenen Bildern erscheint uns oft völlig unverständlich, obwohl wir nicht selten den Eindruck haben, hier etwas zu verstehen, das unmöglich in die Worte der Logik zu fassen ist. Dabei erleben wir oft die Realität des Traumes viel wirklicher als die Realität des Alltags, die vielleicht verzerrt ist, während die scheinbar verzerrte Realität der Träume völlig klar ungeschminkt die wichtige Realität widerspiegelt, die in ihrer Realität der scheinbaren Realität des Wachzustandes im Alltag versteckt ist, zugedeckt mit dem Mantel der Realität der Logik, die in ihrer Wirklichkeit irrealer als die Realität des Traumes ist, dessen scheinbare Irrealität, einen wirklichkeitsnahen Zugang zur verzerrten Wahrnehmung unserer Persönlichkeit bietet, wo es auch Wünsche, Sehnsüchte gibt, die in der unwirklichen, verzerrten Realität des Alltags keinen Platz haben, und die wir nicht wahrnehmen …“